# Strauss Group
Штраус (івр. שטראוס) — група компаній, що є найбільшим виробником продуктів харчування в Ізраїлі. Це загальна торгова марка двох компаній — Штрауса і Elite, які злилися в 2004 році. Штраус головним чином виробляє молочні продукти, в той час як Elite фокусується на виробництві шоколаду, кави і сухих закусок.

## Міжнародна діяльність
Strauss-Elite є найбільшою кавовою компанією в Центральній і Східній Європі.
Вона володіє мережею шоколадних кафе Макс Бреннер, які представлені в Австралії, Ізраїлі, США, Сінгапур і Філіппіни.
У 2005 році Штраус-Еліт придбала контроль над компанією Сабра, що розміщена в Нью-Йорку та займається виробництвом харчової продукції.
У грудні 2005 року Штраус-Еліт об'єднала свої кавову діяльність з Santa Clara Indústria e Comércio de Alimentos в Бразилії. Об'єднана компанія, Санта-Клара Participacoes, є другим за величиною виробником кави в Бразилії.
У 2007 році портфель брендів концерну Strauss в Східній Європі доповнило нове придбання – преміальна торгова марка Roberto TOTTI. У 2010 році компанія Strauss робить ребрендинг Roberto TOTTI і представляє власний преміальний бренд для ринку HoReCa – TOTTI Caffe.
У 2008 році кавова лінійка Strauss значно розширилася завдяки купівлі популярного бренду «Чорна Карта», представленого в різних кавових категоріях: сублімована, мелена та в зернах.
У 2011 році Strauss купує ще один преміальний бренд Ambassador.
У 2012 році Strauss підписує довгостроковий контракт на управління виробничими потужностями компанії «Norddeutsche Kaffeewerke», включаючи фабрику з виробництва сублімованої розчинної кави в Німеччині. У 2016 році Strauss Group викуповує фабрику «Norddeutsche Kaffeewerke», яка є одним з найбільш інноваційних і сучасних виробництв на території Європи.

## Штраус в Україні
Вже в 1999 році продукція компанії Strauss Coffee (раніше Elite) з’явилася на полицях магазинів України. Компанія представлена на ринку кави брендами:
- Чорна Карта
- Ambassador
- Fort
- Totti Caffe
- Elite Health Line